# Eugenio Etxebeste
Eugenio Etxebeste Arizkuren, Antton o Antxon en euskera, (San Sebastián, 9 de marzo de 1951) es un miembro histórico de la organización terrorista Euskadi Ta Askatasuna (ETA), en la que ha desempeñado sobre todo la labor de interlocutor del gobierno español en eventuales negociaciones.

## Biografía
Estudió hasta los nueve años en el colegio religioso de los carmelitas y después cursó bachiller en un colegio de jesuitas. Antes de su huida al País Vasco Francés, en 1975, como consecuencia de su actividad en ETA (tras lo cual no volvería a cruzar la frontera española hasta su extradición), había estudiado hasta cuarto curso de Empresariales. Interesado en la biología, es miembro de la Sociedad de Ciencias Aranzadi desde los 14 años y cursó estudios de Biológicas en la Universidad del País Vasco a distancia, desde su confinamiento en la República Dominicana. Según sus propias declaraciones, se habría dedicado al estudio de los lepidópteros de no ser por la represión sufrida en el País Vasco a raíz del Proceso de Burgos (1970), en el que se condenó a muerte a varios miembros de ETA y que suscitó una fuerte reacción dentro y fuera de España por parte de la oposición al régimen franquista.
Cuando ETA se escindió en los años 70 en dos organizaciones, ETA Militar (ETAm) y ETA Político-Militar (ETApm), Antxon formó parte de esta última, integrándose en los llamados comandos bereziak, encargados de las acciones militares de mayor calado. Fue interlocutor en la negociación del rescate por el empresario secuestrado Ángel Berazadi, asesinado finalmente de un tiro en la nuca (1976). Tras la desaparición de ETApm y la reinserción social de sus miembros después de una negociación con el gobierno español, Antxon y otros miembros de los bereziak (como el célebre Francisco Mujika Garmendia, Pakito) se integraron en ETAm, que más tarde volvería a ser ETA a secas.
En el País Vasco francés Antxon es el responsable de la captación de nuevos militantes y del cobro del llamado impuesto revolucionario. Fue detenido por la policía francesa en varias ocasiones y puesto en libertad, prohibiéndosele la residencia en el departamento de Pirineos Atlánticos, al que pertenece el País Vasco Francés. Entra a formar parte del aparato político de la organización en 1977.
En 1984 es deportado por las autoridades francesas a varios países, quedando finalmente confinado en la República Dominicana junto a otros miembros de ETA.
En 1987, tras la muerte del que fuera principal interlocutor de la organización en las conversaciones que se mantenían en Argel, Txomin Iturbe, Eugenio Etxebeste fue trasladado desde Santo Domingo a la capital argelina para sustituir en la mesa de negociación al histórico dirigente de ETA. Las negociaciones se rompieron ese mismo año tras un sangriento atentado contra la casa-cuartel de la Guardia Civil de Zaragoza. Sin embargo, en los años siguientes habría nuevos contactos con representantes de las autoridades españolas como Julián Sancristóbal o Rafael Vera (ambos secretarios de Estado para la seguridad) o Juan Manuel Eguiagaray (delegado del gobierno en el País Vasco), entre otros. Durante su estancia en Argelia, Antxon es el máximo responsable de los refugiados de ETA en ese país. Rotas definitivamente las conversaciones en los primeros años 90, Antxon es devuelto a la República Dominicana, donde permanecerá como posible interlocutor del gobierno español en futuras conversaciones, aunque de hecho estas no se producen y Antxon pierde buena parte de su contacto con ETA.
En 1997 el Premio Nobel de la Paz Adolfo Pérez Esquivel solicita su mediación para salvar la vida del concejal del PP en Ermua Miguel Ángel Blanco, secuestrado por ETA y asesinado dos días más tarde. Antxon abogó entonces públicamente por la liberación de Blanco, pero al mismo tiempo manifestó su impotencia ante el caso, pues según dijo no tenía ya ningún contacto con la dirección de ETA, de la que ignoraba incluso los nombres de las personas que la componían. Al ser extraditado a España en agosto de 1997, declaró no ser ya miembro de ETA.
A su llegada a España fue encarcelado preventivamente y condenado en 2001 a diez años de prisión por integración en banda armada, en el único proceso judicial abierto contra él ya que por su tarea de mediador no se le podían imputar delitos de sangre ni relacionados directamente con acciones armadas (su participación indirecta en el secuestro y asesinato de Ángel Berazadi en 1976 no se le podía imputar ya que el delito había prescrito con la amnistía general de 1977). Antxon fue puesto en libertad sin cargos tras su estancia en la cárcel de Topas (Salamanca) el 4 de febrero de 2004. Se le tributó un multitudinario y polémico homenaje en su barrio natal de Intxaurrondo.